# Simson Schwalbe

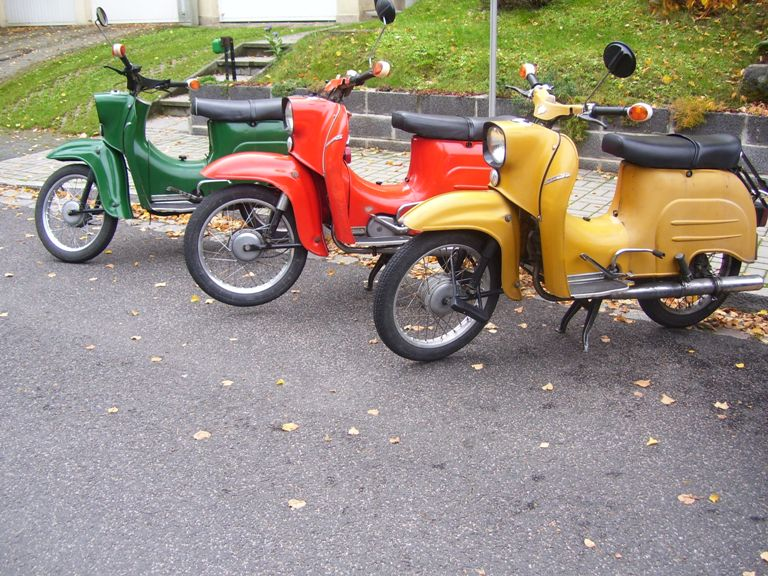
Schwalbe KR51/2 i dwa KR51/1

Simson Schwalbe – seria motorowerów oznaczonych symbolem KR 51 z niemieckiej fabryki motorowerów VEB Fahrzeug- und Jagdwaffenwerk Ernst Thälmann Suhl, należącej do związku IFA. Oznaczenie KR pochodzi od słów "Klein Roller" oznaczających "Mały Skuter". Nazwa Schwalbe pochodzi z języka niemieckiego i oznacza "jaskółka". Stał się kultowym motorowerem we wschodnich Niemczech będąc odpowiednikiem włoskiej Vespy, jednak w Polsce jest rzadko spotykany. W 1986 roku model KR 51/2 zastąpiono nowym skuterem SR 50.

## Model KR 51 Schwalbe (1964-1968 – 153500 egz.)
Druga wersja skutera, tym razem dwuosobowa. Jest to pierwszy model z serii Schwalbe oraz jeden z modeli serii ptaków. Zastosowano nowy silnik M53 KHL o mocy 3,4 KM z chłodzeniem wymuszonym wentylatorem i trzybiegową skrzynią biegów sterowaną ręcznie oraz silnik M53 KFR z nożną zmianą biegów. Wprowadzono także kilka modyfikacji. Zmieniono kształty osłon, dodano pełną osłonę łańcucha, zastosowano nowe 16 calowe koła z mocowaniem przez oś przetykaną, zastosowano długie wahacze. Dzięki zwiększonej mocy silnika motorower mógł się poruszać z prędkością maksymalną 60 km/h, przy czym zużycie paliwa wynosiło 2,8 l/100 km. Wyprodukowano 163500 sztuk tego modelu.

### KR 51 (1964 – 1968)
Wersja ze zmianą biegów w rączce.

### KR 51 F (1965 – 1968)
Wersja z nożną zmianą biegów.

## Modele KR 51/1 Schwalbe (1968-1980)
Zmodyfikowana wersja KR51. Zwiększono moc silnika do 3,6 KM, zmieniono typ gaźnika oraz układ wydechowy. Wprowadzono kilka modyfikacji oraz cztery warianty modelu różniące się wyposażeniem.

### KR 51/1 (1968-1971 – 25000 egz.)
Wersja z silnikiem M53/1KH i ręczną zmianą biegów.

### KR 51/1 F (1968-1980 – 350000 egz.)
Wersja z silnikiem M53/1KFR i nożną zmianą biegów.

### KR 51/1 K (1974-1980 – 185000 egz.)
Wersja komfortowa z hydraulicznym tłumieniem przedniego i tylnego zawieszenia oraz wydłużonym siedzeniem.

### KR 51/1 S (1971-1980 – 44600 egz.)
Wersja z silnikiem M53/11AR wyposażonym w półautomatyczne sprzęgło, które wyeliminowało dźwignię sprzęgła na kierownicy. Podobnie jak w modelu "K" zastosowano hydrauliczne tłumienie zawieszenia i wydłużone siedzenie. Zastosowano układ zapłonowy z zewnętrzną cewką WN oraz reflektor przedni z żarówką o mocy 25/25W 6V.

## Modele KR 51/2 Schwalbe (1980-1986)
Ostatnia seria motorowerów w której główną zmianą stanowiło zastosowanie silnika M531/M541 o mocy 3,7 KM znanego z modelu S-51, różniącym się jedynie głowicą cylindra z przyciętym jednym żeberkiem. Nowy silnik jest już chłodzony pędem powietrza, jego zastosowanie wprowadziło kilka zmian w konstrukcji pojazdu. W ramie usunięto uchwyt silnika znad głowicy cylindra, wkład filtra powietrza umieszczono bezpośrednio przed gaźnikiem, wlot układu dolotowego umieszczono w okolicy główki ramy, układ wydechowy przeniesiono na prawą stronę pojazdu. KR 51/2 otrzymał długie siedzenie, z poprzednich modeli "K" i "S". Instalacja elektryczna została schowana w przedniej osłonie pojazdu. Zastosowano okrągłą lampę tylną. Produkowano trzy warianty różniące się wyposażeniem. Prędkość maksymalna również wynosiła 60 km/h, lecz dzięki zastosowaniu nowego silnika zużycie paliwa zmniejszyło się do średnio 2,5 l/100 km, jednakże dostępne były modele o prędkości maksymalnej zmniejszonej do 50 i 40 km/h.

### KR 51/2 N (1980-1986 – 90800 egz.)
Podstawowa wersja z silnikiem trzybiegowym M531KFR oraz mechanicznym tłumieniem zawieszenia.

### KR 51/2 E (1980-1986 – 124500 egz.)
Wersja bogatsza z silnikiem czterobiegowym M541KFR oraz hydraulicznym tłumieniem zawieszenia.

### KR 51/2 L (1980-1986 – 90800 egz.)
Najbogatsza wersja różniąca się od wersji KR 51/2 E zastosowaniem elektronicznego układu zapłonowego i oświetleniem 35/35W 6V.

## e-Schwalbe (2011)
Wiosną 2011 roku zaprezentowano elektryczny skuter o wyglądzie opartym na starych motorowerach Schwalbe. Skuter miał być dostępny w sprzedaży na przełomie lipca i sierpnia 2011 roku, w wersjach o prędkości maksymalnej 25, 45 i 80 km/h.